# 環保駿駒
 環保駿駒(英語：Rewilding，2007年2月23日至2011年7月23日)是一匹曾在阿聯酋，法國和英國    出賽的純種馬。 他的競賽生涯中三勝級際賽，包括2011年的威爾斯親王錦標和2011年的杜拜司馬經典賽兩項國際一級賽，以及2010的二級賽獲狄嘉錦標。他也在2010勝出表列賽三角帽錦標。 
2011年7月23日，環保駿駒在雅士谷賽馬場舉行的英皇佐治六世及皇后伊利沙伯錦標的比赛途中不幸斷腳，並把騎師戴圖理拋下。雖然騎師在事件中没有受傷，環保駿駒卻需要被人道毀滅。

## 背景
環保駿駒的父系虎山行曾勝出三項國際一級賽，並曾在凱旋門大賽跑獲季軍。 除環保駿駒外，他也曾生出Oriental Tiger（二級賽格陵錦標冠軍），lota（一級賽德國橡樹大賽冠軍 ）和Königstiger（一級賽意大利準則大賽冠軍 ）。  環保駿駒的母系Darara曾在1986年勝出紅寶錦標 ，並且是著名的種馬，法國打比冠军Darshaan的半姐妹。 她一直是非常成功的種母馬，除了環保駿駒外，她也曾生出多利美（一級賽美寶莉錦標，一級賽約克郡橡樹大賽，一級賽杜拜司馬經典賽冠軍），達拉是利（一級賽蘭威錦標冠軍 ）和駿河（一級賽愛彼錶女皇盃冠軍）。 
環保駿駒由位於伯克郡附近的Watership Down Stud繁殖。  在周歲的時候，他在達德素拍賣會被代表穆罕默德·本·拉希德·阿勒馬克圖姆的John Ferguson Bloodstock 以500,000 堅尼的價格購入。 

## 競賽生涯

### 2009年：兩歲賽季
2009年10月18日，在費伯華的訓練下，環保駿駒於隆尚馬場初出，出戰一場從未出賽馬賽。在紀仁安策騎下，環保駿駒以頸位的差距不敵Handsome Devil。 
2009年11月9日，紀仁安策騎環保駿駒勝出一場於邁松拉菲特馬場舉行的普通兩歲馬賽Prix Coaraze。 

### 2010年：三歲賽季
2010年4月11日，紀仁安策騎環保駿駒於二級賽魯力斯大賽以一個半馬位的差距不敵田園莊主跑獲亞軍。頭二馬已拋離其他馬五個馬位。  
2010年5月13日，馬主穆罕默德·本·拉希德·阿勒馬克圖姆將他轉入了高多芬馬房，改由艾沙朗尼訓練，並為葉森打吡大賽做準備。  
2010年5月19日，戴圖理策騎環保駿駒出戰表列賽三角帽錦標。環保駿駒於是賽被捧成兩倍的大熱門。最終，環保駿駒沿途緊跟領放馬，於最後二百米突圍而出，並以四個馬位的優勢勝出。 
2010年6月5日，戴圖理策騎環保駿駒出戰一級賽葉森打吡大賽。環保駿駒於是賽被捧成五倍半的次熱門。最終，環保駿駒於直路前均在馬群後列競跑，於直路上追回一些失地，以七個半馬位的差距不敵頭馬勞動力，並於十二匹參賽馬當中跑獲第三名。 
2010年8月17日，戴圖理策騎環保駿駒出戰二級賽獲狄嘉錦標。最終，環保駿駒以四個馬位的優勢擊敗點物成金勝出。 
2010年9月11日，戴圖理策騎環保駿駒出戰一級賽聖烈治錦標。環保駿駒於是賽被捧成兩倍的大熱門。最終，環保駿駒於直路上衝勢平平，以六個半馬位的差距不敵頭馬北極宇宙，並於十匹參賽馬當中跑獲第六名。  

### 2011年：四歲賽季
2010年至2011年冬季，環保駿駒與高多芬团队的其他馬匹一起被運到迪拜。  
2011年3月26日，戴圖理策騎環保駿駒出戰一級賽杜拜司馬經典賽。環保駿駒於是賽被捧成三倍的大熱門。最終，環保駿駒以三又四分之三馬位的優勢擊敗英國、香港、南非、法國、沙特阿拉伯、日本和美國的馬匹代表勝出。 
2011年6月15日，戴圖理策騎環保駿駒出戰一級賽威爾斯親王錦標。環保駿駒是賽的主要對手，由莫雅策騎的信可成真被捧成十一賠四的大熱門。最終，雖然信可成真於四百米處一度突圍而出，但環保駿駒於最後二百米開始跟信可成真纏鬥，並在終點線上以一條頸位的優勢擊敗信可成真勝出。兩匹馬已經將其他參賽馬（王子風采、田園莊主、好事成雙、荷蘭畫家、音樂大師）至少拋離六個馬位。  另外，戴圖理雖策騎環保駿駒贏馬，但他在最後四百米打鞭二十四次，違反了英國賽馬會的用鞭限制條例，因而被罰停賽九天。
2011年7月23日，戴圖理策騎環保駿駒出戰一級賽英皇佐治六世及皇后伊利沙伯錦標。環保駿駒於是賽被捧成四倍的次熱門。最終，環保駿駒在四百米處時不幸斷腳，並把騎師戴圖理拋下。雖然騎師在事件中没有受傷，環保駿駒卻需要被人道毀滅。

## 詳細賽績
| 日期           | 馬場             | 距離(化郎)    | 級別   | 賽事名稱                       | 負重      | 騎師   | 名次/出馬      | 賽事完成時間 | 與頭/二馬距離 | 冠軍（亞軍）    |
| -------------- | ---------------- | ------------- | ------ | ------------------------------ | --------- | ------ | -------------- | ------------ | ------------- | --------------- |
| 2009年10月18日 | 隆尚(草地)       | 9             |        | Prix de Belleville             | 9英石2磅  | 紀仁安 | 2/8            | 1:59.00      | 頸位          | Handsome Devil  |
| 2009年11月9日  | 邁松拉菲特(草地) | 8             |        | Prix Coaraze                   | 8英石10磅 | 紀仁安 | 1/8            | 1:49.30      | 1             | (Too Nice Name) |
| 2010年4月11日  | 隆尚(草地)       | 10.5          | 二級賽 | 魯力斯大賽                     | 9英石2磅  | 紀仁安 | 2/10           | 2:12.04      | 1/1-2         | 田園莊主        |
| 2010年5月19日  | 古活(草地)       | 9化郎又44碼   | 表列賽 | 三角帽錦標                     | 9英石     | 戴圖理 | 1/9            | 2:24.93      | 4             | (Prizefighting) |
| 2010年6月5日   | 葉森(草地)       | 12化郎又6碼   | 一級賽 | 葉森打吡大賽                   | 9英石     | 戴圖理 | 3/12           | 2:31.33      | 1/1-2         | 勞動力          |
| 2010年8月17日  | 約克(草地)       | 11化郎又188碼 | 二級賽 | 獲狄嘉錦標                     | 8英石12磅 | 戴圖理 | 1/10           | 2:28.93      | 4             | (點物成金)      |
| 2010年9月11日  | 唐加士達(草地)   | 14化郎又115碼 | 一級賽 | 聖烈治錦標                     | 9英石     | 戴圖理 | 6/10           | 3:03.12      | 6/1-2         | 北極宇宙        |
| 2011年3月26日  | 美丹(草地)       | 12化郎又11碼  | 一級賽 | 杜拜司馬經典賽                 | 8英石13磅 | 戴圖理 | 1/14           | 2:29.01      | 3/1-4         | (紅杉木)        |
| 2011年6月15日  | 雅士谷(草地)     | 9化郎又212碼  | 一級賽 | 威爾斯親王錦標                 | 9英石     | 戴圖理 | 1/7            | 2:04.24      | 頸位          | (信可成真)      |
| 2011年7月23日  | 雅士谷(草地)     | 11化郎又211碼 | 一級賽 | 英皇喬治六世及女皇伊利沙伯錦標 | 9英石7磅  | 戴圖理 | 未能完成賽事/5 | 2:35.07      | /             | 天賜寶駒        |

## 其他成就
於2010年終的世界馬匹排名榜中排名二十六，最佳三歲馬中排名十二，國際評分為121分。 
在他去世時，他於2011年的世界馬匹排名榜中排名第三，最佳中距離馬中排名第一。  在2011年終的世界馬匹排名榜，他的國際評分為127分，排名第四。 